# Ruthless for Life
Albums de MC Ren
The Villain in Black
(1996) Renincarnated
(2009)
Singles
1. Ruthless for Life
Sortie : 28 avril 1998
2. Comin' After Tou
Sortie : juillet 1998

Ruthless for Life est le troisième album du rappeur américain MC Ren. Il est sorti le 30 juin 1998, par Ruthless Records et Epic Records.

## Historique
Ruthless for Life est le dernier album que Ren sort avec Ruthless Records, qui petit à petit tombera dans l'oubli. Cet album est un hommage au grand ami que fut Eazy-E pour le rappeur et à Compton.

## Liste des titres
| No  | Titre                                          | Auteur                                                                      | Durée |
| --- | ---------------------------------------------- | --------------------------------------------------------------------------- | ----- |
| 1.  | Ruthless for Life                              | L.T. Hutton et Lorenzo Patterson                                            | 4:24  |
| 2.  | Who in the Fuck (featuring 8 Ball & MJG)       | Lorenzo Patterson, Marvin Goodwin, Triston Jones et Premro Smith            | 4:20  |
| 3.  | Nigga Called Ren                               | Ant Banks et Lorenzo Patterson                                              | 4:06  |
| 4.  | Comin' After You (featuring Ice Cube)          | Bobby Ervin, Lorenzo Patterson et Otis Jackson Jr.                          | 4:16  |
| 5.  | Voyage to Compton                              | Ernie Isley, Marvin Isley, Chris Jasper, Lorenzo Patterson et Triston Jones | 4:24  |
| 6.  | Must Be Hight                                  | Lorenzo Patterson et Tremro Jones                                           | 3:23  |
| 7.  | So Watcha Want? (featuring Snoop Dogg et RBX)  | Calvin Broadus, Eric Collins L.T. Hutton et Lorenzo Patterson               | 4:40  |
| 8.  | Shot Caller (featuring Bigg Rocc et Tha Chill) | Jerry Brown, Lorenzo Patterson, N. Steele et V. Johnson                     | 4:22  |
| 9.  | All the Same                                   | Ant Banks et Lorenzo Patterson                                              | 3:29  |
| 10. | Who Got That Steet Shit?                       | Lorenzo Patterson                                                           | 4:39  |
| 11. | Pimpin' Is Free (featuring Peeps)              | Larry Johnson et Art Tatum                                                  | 4:14  |
| 12. | CPT All Day (featuring T-Girl)                 | Treyvon Green                                                               | 4:19  |

## Classements
| Classement (1998)            | Meilleure position |
| ---------------------------- | ------------------ |
| Billboard 200                | 100                |
| Billboard R&B/Hip-Hop Albums | 14                 |